# Selçuklu (district)
Selçuklu is een Turks district in de provincie Konya en telt 466.233 inwoners (2007). Het district heeft een oppervlakte van 1836,3 km². Hoofdplaats is Selçuklu.
De bevolkingsontwikkeling van het district is weergegeven in onderstaande tabel.
| 1997    | 2000    | 2007    |
| ------- | ------- | ------- |
| 281.256 | 348.329 | 466.233 |